# 錦絲蘚
錦絲蘚（学名：Actinothuidium hookeri）为羽蘚科錦絲蘚屬下的一个种。

## 扩展阅读
- 錦絲蘚的图片 （页面存档备份，存于）